# 치티파현

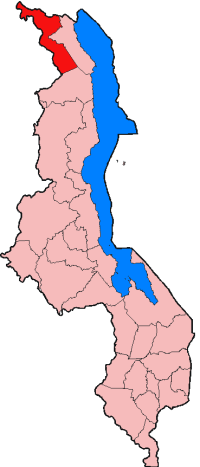
치티파 현

치티파현(Chitipa District)는 말라위 북부 주에 위치한 현으로, 현도는 치티파이며 면적은 4,288km2, 인구는 126,799명이다. 말라위 최북단에 위치한 현이며 카롱가 현, 룸피 현과 인접해 있고 탄자니아, 잠비아와 국경을 맞대고 있다.